# Grguricita
La grguricita és un mineral de la classe dels carbonats que pertany al grup de la dresserita. Rep el nom en honor de Ben Grguric, geòleg australià.

## Característiques
La grguricita és un carbonat de fórmula química CaCr₂(CO₃)₂(OH)₄(H₂O)₃·H₂O, sent una espècie aprovada per l'Associació Mineralògica Internacional. Cristal·litza en el sistema triclínic. ÉS L'anàleg de crom de l'alumohidrocalcita, i químicament similar a la putnisita.
L'exemplar que va servir per a determinar l'espècie, el que es coneix com a material tipus, es troba conservat a les col·leccions del Museu d'Història Natural de Londres (Anglaterra), amb el número d'espècimen: bm2019,5.

## Formació i jaciments
Va ser descoberta al Marroc, concretament a Adeghoual, a la comuna de Mibladen, dins la província de Midelt (Regió de Drâa-Tafilalet), on es troba en unes mineralitzacions de plom, bari i vanadi en forma de crostes que contenen agregats cristal·lins de gra molt fi. Aquest lloc marroquí és l'únic indret de tot el planeta on ha estat descrita aquesta espècie mineral.